# آپوکریفاها

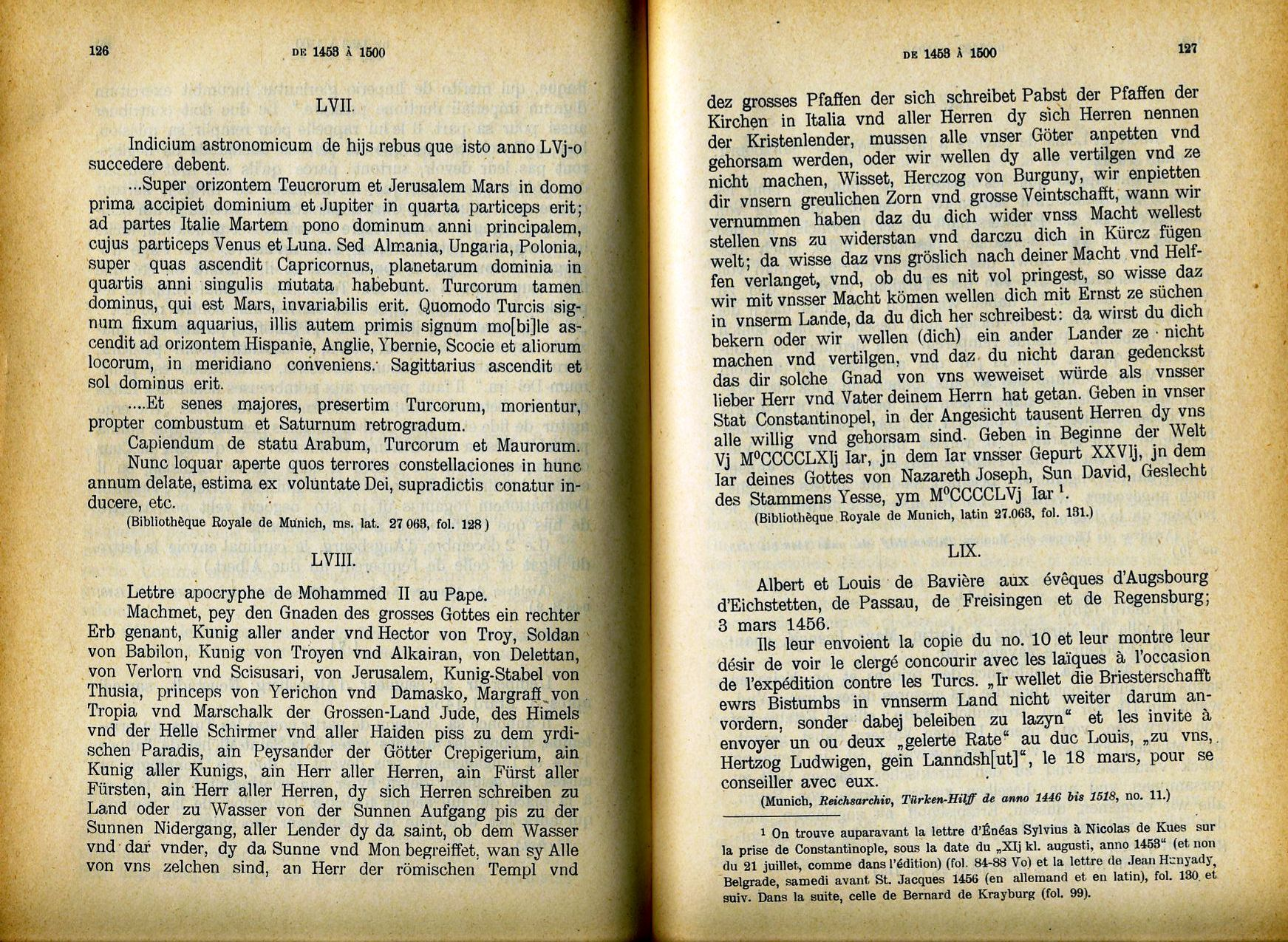
نامه آپوکریف سلطان محمد دوم به پاپ (Notes et extraits pour servir à l'histoire des croisades au XVe siècle)، منتشر شده توسط Nicolae Iorga. سری ۴: ۱۴۵۳–۱۴۷۶، پاریس؛ بخارست، ۱۹۱۵، صفحات ۱۲۶–۱۲۷

آپوکریفاها (انگلیسی: Apocrypha) نوشته‌های کتاب مقدس یا مرتبط با این کتاب هستند که بخشی از قانون پذیرفته شده کتاب مقدس را تشکیل نمی‌دهند. در حالی که برخی ممکن است دارای تألیف یا اصالت مشکوک باشند، در مسیحیت، کلمه آپوکریف (ἀπόκρυφος) برای اولین بار به نوشته‌هایی اطلاق شد که به‌جای اینکه در زمینه عمومی خدمات کلیسا خوانده شوند، به‌طور خصوصی خوانده می‌شد. آپوکریفاها آثار مسیحی را تعلیم می‌دادند که کتاب دینی حکم کتاب مقدس متعارف تلقی نمی‌شدند. تنها پس از اصلاحات پروتستانی، واژه آپوکریفا توسط برخی از کلیساها به معنای «کاذب»، «جعلی»، «بد» یا «بدعت‌گذار» استفاده شد.